# 小深作
小深作（こふかさく）は、埼玉県さいたま市見沼区の大字。郵便番号は337-0005。本項では同地域にかつて存在した北足立郡小深作村（こふかさくむら）についても記す。

## 地理
さいたま市見沼区北東部の大宮台地上に位置する。東で宮ヶ谷塔・深作（飛地）に、西で堀崎町・島町・春岡に、南で風渡野・東門前（飛地）に、北で深作に隣接する。町域は主に住宅地だが耕作地も混在する。
東部を見沼代用水東縁が、中央部を埼玉県道322号東門前蓮田線が縦貫する。見沼代用水東縁に沿って緑のヘルシーロードが整備されている。また、南部を東武野田線（東武アーバンパークライン）が横断する。また、埼玉県道2号さいたま春日部線が見沼代用水と交差する半縄橋でわずかにかすめる。七里駅が至近に所在するため、春岡地区に属しながら七里地区と一体で把握される場合もある。
縄文時代後期の小深作遺跡と称する縄文遺跡がある。

### 河川
- 見沼代用水東縁

### 地価
国土交通省地価公示
- 所在および地番：大字小深作字小深作前466番地25
- 価格：106,000円/m2
- 利用現況：住宅
  - 2016年（平成28年）1月1日時点[6]

## 歴史

### 地名の由来
深作と同様に綾瀬川の狭間の場所であることから。また、台地が突き出した場所であることから。

### 沿革
もとは江戸期より存在した武蔵国足立郡南部領に属する小深作村であった。村高は正保年間の『武蔵田園簿』では329石余（田178石余、畑151石余）、『元禄郷帳』では348石余、『天保郷帳』では350石余であった。助郷は日光御成街道岩槻宿に出役していたが、寛保・宝暦年間は中山道大宮宿にも出役していた。化政期の戸数は39軒で、村の規模は東西7町、南北3町余であった。
- 初めは幕府領、1682年（天和2年）より一部の知行が旗本新見氏となる[5]。なお、検地は1629年（寛永6年）、1792年（寛政4年）、に実施。
- 1728年（享保13年）2月に見沼代用水（東縁）の開削が行なわれ、完成する。
- 1828年（文政11年）より岩槻宿寄場西組39か村組合に所属する。
- 幕末の時点では足立郡に属し、明治初年の『旧高旧領取調帳』の記載によると、知行は代官大竹左馬太郎管轄の幕府領と旗本新見弥太郎の相給であった[7]。
- 1868年（慶応4年）6月19日 - 幕府領が武蔵知県事・山田政則（忍藩士）の管轄となる。
- 1869年（明治2年）
  - 1月13日 - 武蔵知県事・宮原忠英の管轄区域に大宮県を設置、同県の管轄となる。県庁は東京府馬喰町に置かれる。
  - 9月29日 - 県庁が浦和に置かれ浦和県に改称。
  - 12月2日 - 旗本領が上知され、浦和県の管轄となる（府藩県三治制も参照）。
- 1871年（明治4年）11月13日 - 第1次府県統合により埼玉県の管轄となる。
- 1879年（明治12年）3月17日 - 郡区町村編制法の埼玉県での施行により北足立郡の所属となる。
- 1889年（明治22年）4月1日 - 町村制の施行により、北足立郡小深作村が単独で自治体を形成[5]。
- 1892年（明治25年）9月21日 - 丸ヶ崎村・深作村・宮ヶ谷塔村・小深作村が合併し、春岡村が発足[8][9]。同日小深作村廃止。春岡村の大字小深作となる。
- 1951年（昭和26年）2月25日 - 地内に七里村組合立春里中学校（現・さいたま市立春里中学校）が創立される[10]。
- 1955年（昭和30年）1月1日 - 春岡村が大宮市に編入される[8]。大宮市の大字となる。
- 1965年（昭和40年）11月10日 - 地内に「小百合幼稚園」が開園する[11]。
- 1971年（昭和46年）
  - 1月22日 - 一部を事業区域に含む深作西部土地区画整理事業の都市計画決定が告示される[12]。
  - 4月27日 - 深作西部土地区画整理事業の事業計画決定が告示される[12]。
- 1985年（昭和60年）7月10日 - 町名地番変更により、大字宮ヶ谷塔・大字深作・大字小深作の各一部から宮ヶ谷塔三丁目・四丁目が成立[13]。
- 2001年（平成13年）5月1日 - 浦和市・大宮市・与野市が合併し、さいたま市が発足。同市の大字となる。
- 2002年（平成14年）
  - 2月26日 - 一部を事業区域に含む七里駅北側特定土地区画整理事業の都市計画決定が告示される[12]。
  - 7月9日 - 七里駅北側特定土地区画整理事業の事業計画決定が告示される[12]。
- 2003年（平成15年）4月1日 - さいたま市が政令指定都市に移行し、同市見沼区の大字となる。
- 2009年（平成21年）1月10日 - 深作西部土地区画整理事業の換地処分が前日に行われた[12]ことに伴い、町名地番変更が行われ[14]、大字深作および大字小深作の各一部から春岡一丁目が成立[15]。

### 小字
- 小深作前・藤十郎原・程島・中島・半縄・鍛冶屋敷・小山[16]

## 世帯数と人口
2017年（平成29年）9月1日時点の世帯数と人口は以下の通りである。
| 大字   | 世帯数    | 人口    |
| ------ | --------- | ------- |
| 小深作 | 2,645世帯 | 5,940人 |

## 小・中学校の学区
市立小・中学校に通う場合、学区（校区）は以下の通りとなる。
| 区域 | 小学校                 | 中学校                 |
| ---- | ---------------------- | ---------------------- |
| 全域 | さいたま市立春岡小学校 | さいたま市立春里中学校 |

## 交通

### 鉄道
- 町域の南東部を東武野田線（東武アーバンパークライン）が通るが鉄道駅はない。最寄り駅は七里駅となる[18]。

### 道路
- 埼玉県道322号東門前蓮田線
- 埼玉県道2号さいたま春日部線
- 大間木丸ヶ崎線
- 東大宮岩槻線

### バス
- 国際興業バス
  - さいたま東営業所
    - 東大81：さいたま東営業所 - 神宮台入口 - 七里駅入口 - 深作中 - アーバンみらい - 丸ヶ崎火の見下 - 東大宮駅
（東大宮駅→さいたま東営業所に深夜バスも運行・平日のみ2本）
    - 七里01：さいたま東営業所 - 神宮台入口 - 七里駅入口 - 深作中 - アーバンみらい

## 地域
県営住宅
- 大宮小深作はるさと住宅 - 通称名：県営大宮小深作はるさと住宅団地

市営住宅
- 春岡住宅

マンション
- 大宮東パークホームズ（三井不動産）

## 公園・緑地
- 小深作公園
- 小深作北公園
- 小深作第二公園
- 小深作前公園
- 中島第二公園
- 小深作自然の森
- 春里自然の森

## 施設
- さいたま市立春里中学校
- 春里どんぐりの家 - 社会福祉法人 埼玉聴覚障害者福祉会
- 小百合幼稚園 - 学校法人 小百合モンテッソーリ学園
- 小深作自治会館
- 小深作自警消防団
- 神明神社
- さいたま市春おか広場 - 大字宮ヶ谷塔にまたがる